# Ostracodermi
Die Einteilung der Lebewesen in Systematiken ist kontinuierlicher Gegenstand der Forschung. So existieren neben- und nacheinander verschiedene systematische Klassifikationen. 
Das hier behandelte Taxon ist durch neue Forschungen obsolet geworden oder ist aus anderen Gründen nicht Teil der in der deutschsprachigen Wikipedia dargestellten Systematik.

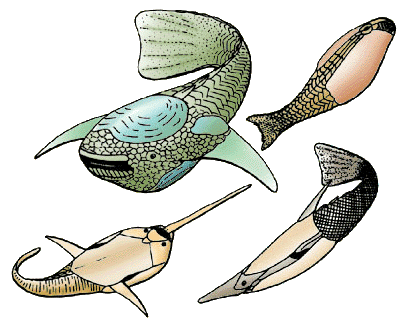
Verschiedene Ostracodermi aus der Gruppe der Heterostraci

Als Ostracodermi (Ostracodermata; griechisch ostrakon ‚Scherbe‘, ‚Schale‘; derma ‚Haut‘) wird eine Gruppe ausgestorbener, kieferloser „Fische“ („Agnatha“) bezeichnet. Diese urtümlichen Wirbeltiere traten erstmals im frühen Ordovizium auf und starben im Devon wieder aus. Das Maul der Ostracodermi ist klein und ohne Kiefer, die Brustflossen (insofern vorhanden) waren unbeweglich. Der Kopf und der vordere Rumpf sind von einem massiven Knochenpanzer umgeben, der hintere Rumpf ist mit Knochenschuppen bedeckt. Darin ähneln sie den späteren Placodermi, fischähnlichen Wirbeltieren mit Kiefern, die ebenfalls stark gepanzerte Formen hervorbrachten.

## Systematische Stellung
Früher wurden die Ostracodermen zusammen mit den Rundmäulern (Cyclostomata) in das heute nicht mehr gebräuchliche Taxon der „Kieferlosen“ (Agnatha) gestellt. Zu den Rundmäulern zählten die Neunaugen (Petromyzonta) und die Schleimaale (Myxinoidea), auch Inger genannt. In der modernen biologischen Systematik werden die Ostracodermi als paraphyletisch angesehen und nicht mehr genutzt.
Die „Ostracodermi“ sind in die folgenden Untertaxa gegliedert:
- Anaspida
- Galeaspida
- Osteostraci
- Pituriaspida
- Pteraspidomorphi
- Thelodonti